# 周绍民
周绍民（1922年—2020年1月22日），男，福建晋江人，中国物理化学家，曾任厦门大学化学系系主任、教授、博士生导师。